# Knoxia spicata
Knoxia spicata är en måreväxtart som först beskrevs av George Henry Kendrick Thwaites och Henry Trimen, och fick sitt nu gällande namn av Colin Ernest Ridsdale. Knoxia spicata ingår i släktet Knoxia och familjen måreväxter.
Artens utbredningsområde är Sri Lanka. Inga underarter finns listade i Catalogue of Life.